# Altjevsk
Altjevsk (ukrainsk: Алчевськ, tr. Altjevsk; russisk: Алчевск) er en by med 110.474(2014) i Perevalsk rajon, i Luhansk oblast, i det østlige Ukraine. Byen ligger cirka 45 km fra oblastens hovedstad, Luhansk, og grænser op til Perevalsk, hovedstaden i Perevalsk rajon.
Altjevsk er et af de største industricentre i Donbas og omfatter en fjerdedel af hele oblastens produktion. Byens økonomi er afhængig af jern- og stålværket "Altjevskij metalurgijnij kombinat" (АМК) og koksværket "Altjevskij koksokhimitjnij zavod" (ALKZ).

## Etymologi
Byen er opkaldt efter grundlæggeren, den russiske industrimand, iværksætter, bankmand og filantrop Aleksej Altjevskij. Efterfølgende er bynavnet ændret flere gange. Fra 1931 blev byen kaldt Vorosjilovsk (ukrainsk: Ворошиловськ), opkaldt efter Kliment Vorosjilov, efterfølgende Komunarsk (ukrainsk: Комунарськ) frem til 1991. Efter Ukraines uafhængighed vedtog befolkningen at vende tilbage til det historiske navn Altjevsk. Jernbanestationen i Altjevsk hedder stadig Komunarsk.

## Historie
Altjevsk blev grundlagt i 1895 med oprettelsen af et stålværk og opkaldt efter Aleksej Altjevskij, en forretningsmand af ukrainsk afstamning der grundlagde Donetsk-Jurіvka Metallurgiske Selskab. Han blev kendt for den finansielle og industrielle udvikling af den østlige del af Ukraine og især Donbas regionen. Senere gjorde hans kone og børn en stor indsats for udviklingen af den ukrainske kultur gennem poesi og musik.
Efter borgerkrigen og overgangen til ny økonomisk politik, var der ingen midler til genopbygningen af den ødelagte virksomheder Donetsk-Jurіvka, der blev midlertidigt lukket den 3. maj 1923. Lukningen af virksomheden førte til et betydeligt i indbyggertallet, i slutningen af 1923 havde Altjevsk kun 8000 indbyggere.

### Historien før 2. verdenskrig
I 1925 blev det besluttet at genstarte stålværket og i begyndelsen af 1926 kom højovnene i gang igen, og snart begyndte opførelsen af nye højovne og andre faciliteter. Den store begivenhed for byen var opførelsen af koksværket, som trådte i kraft i 1929. Sammen med virksomhederne voksede byen. I 1926 havde Altjevsk 16.000 indbyggere, i 1939 nåede antallet af 55.000.
Fra 1932 påbegyndtes opførelsen af etagebyggerier med indlagt vand og kloakering. Den bymæssige bebyggelse oversteg i 1940 160.000 m² og de grønne områder oversteg 200 ha.

### Anden verdenskrig
Umiddelbart efter Nazi-Tysklands angreb på Sovjetunionen den 22. juni 1941 udtrykte tusinder af altjevskere ønske om at bekæmpe de nazistiske angribere. Virksomhederne i byen omstilledes til krigsproduktion, og inden nazisternes indtagelse af Altjevsk den 12. juli 1942 blev højovne og koksværket flyttet til Kuznetskbækkenet i Kemerovo oblast og Usbekistan, øst for Ural. NaziTyskland holdt Altjevsk besat i næsten 14 måneder frem til 2. september 1943 den sovjetiske hær befriede byen.

### Efterkrigstidens genopbygning
Umiddelbart efter befrielsen fik Altjevsk sit andet opsving med eksperter fra andre dele af Sovjetunionen. I 1943 blev oprettet en specialiseret genopbygnings- og renoveringsvirksomhed "Alchevskbud", der stod for hurtig rekonstruktion af industrivirksomheder og genopbygningsarbejde i byen.
I løbet af den første femårsplan efter krigen (1946-1950) blev niveauet for industriproduktion fra før krigen overgået. Arbejdere fra "Alchevskbud" havde blandt andet bygget en ny Martin-ovn, et valseværk, renoveret koksværket, opbygget kemiske anlæg, virksomheder indenfor byggebranchen samt fødevareindustri.
I virkeligheden blev der ikke bare genopbygget, men oprettet nye virksomheder, og bygget en ny by. Der var store virksomheder i byggebranchen, fabrikker der producerede byggematerialer og betonelementer til det store boligbyggeri ud af forarbejdede slagger fra koksværket. Der ud over blev bygget bagerier, mejerier, tekstilfabrikker og produceret forbrugsgoder. På det sociale område blev der bygget nye bygninger skoler, kulturcentre, biblioteker, biografer, stadioner, fitnesscentre og andre af sociale og kulturelle faciliteter.

### Demografi
Modersmål ifølge den ukrainske folketælling fra 2001:
- Russisk 83,6%
- Ukrainsk 15,3%
- Hviderussisk 0,1%
- Armensk 0,1%
- Romani 0,1%

### Vinter katastrofen i 2006
Den 22. januar 2006 brød fjernvarmesystemet i byen næsten sammen efter et underjordisk varmerør frostsprængtes i usædvanligt koldt vejr (næsten -30 ° C). Som følge heraf frøs varmeanlægene i de fleste bygninger i Altjevsk ødelagt. Omkring 60.000 indbyggere havde kun individuelle elektriske varmeapparater til opvarmning. Et par dage senere frøs også kloaksystemet på grund af en mangel på varmt vand fra hanerne.
En undersøgelse afslørede massiv, lang tids uagtsomhed fra byens myndigheder. Hele varmesystemet er centraliseret, afhængig af to kedler og med begrænset rørkapacitet. Samtidigt undlod boligselskaberne at fylde frostvæske i vandet i de lokale varmenet.
Den ukrainske regering tog massive nødforanstaltninger for at beskytte Altjevsks beboere fra at fryse. Ingeniørhold blev sendt fra andre byer og i landet og gradvist kom varmeapparaterne i lejlighederne i funktion. Hundredvis af børn blev sammen med deres skolelærere evakueret til hoteller og ferieområder i varmere dele af Ukraine. Ifølge guvernøren i Luhansk oblast G. Moskal, var det den værste menneskelige katastrofe i det uafhængige Ukraines historie.
De økonomiske konsekvenser af katastrofen for byen er uklare, herunder statens subsidiering af den samlede udskiftning af varmeanlæggene i hver lejlighed.

### Krigen i Donbass (2014-nu)
I 2014 under krigen i Donbass blev byen en del af den separatistiske folkerepublik Lugansk (LPR) (og en del af den kortlivede  Føderative stat Nyrusland). I starten af april 2014 indtog pro-russiske separatister flere byer i Donetsk oblast, herunder Alchevsk.